# Geologie von Dschibuti
Dschibutis Geologie besteht größtenteils aus vulkanischen Gesteinen aus dem Miozän und Holozän. Es gibt neuere Alluvialablagerungen mit Korallen an der Küste sowie känozoische Sedimente. Sandsteine aus dem Jura befinden sich im Südosten des Landes.

## Geologische Übersicht

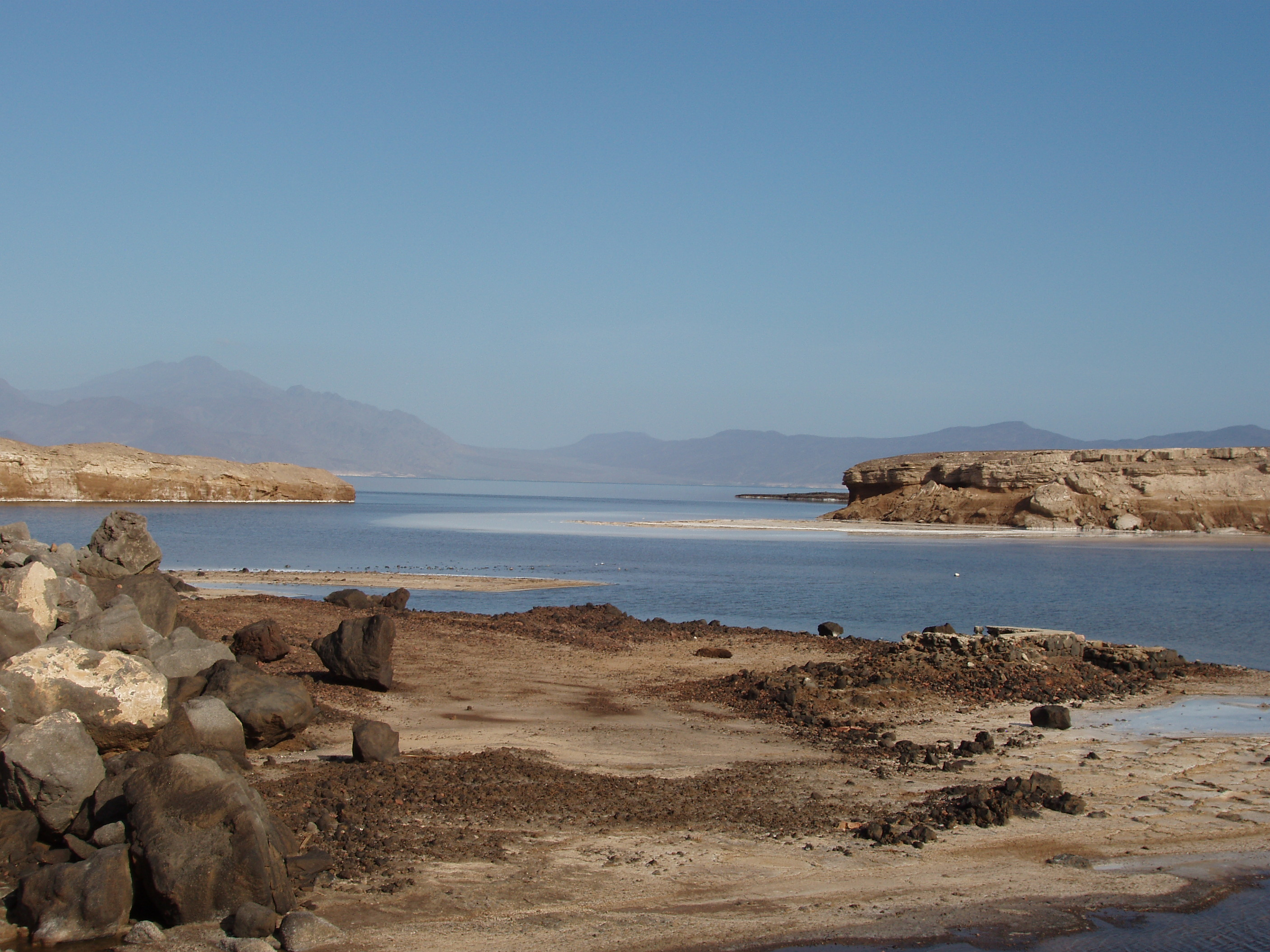
Der Assalsee entstand durch tektonische Subsidenz

Das Land ist geprägt von dem Ostafrikanischen Graben. Die Divergenz der Arabischen Platte, der Somaliaplatte und der Afrikanischen Platte führt zu Dehnungstektonik, die ein fragmentiertes Relief hervorbringt, welches aus Horsten und Gräben besteht. Der Assalsee ist eine Zone tektonischer Geländesenkung.

### Tektonik
Der Golf von Aden am Roten Meer spaltete sich, während des Pliozäns und des frühen Pleistozäns. Während dieser Epochen erlebte der Danakil-Horst eine Anhebung seines südlichen Bereiches. Analysen im Afar-Dreieck zeigen jährlich Verlängerungsraten zwischen ein und drei mm.

### Georisiken
Am Afar-Dreieck kommt es zu Vulkanausbrüchen und Erdbeben.

## Wirtschaftliche Auswirkung
Durch den Salzabbau in Verdunstungsbecken ist das Land der zehntgrößte Salzproduzent Afrikas. Außerdem wird in Dschibuti Kalkstein und kalzinierter Kalk abgebaut. Es gibt Marmor-, Granit-, Gips-, Kieselgur- und Perlit-Lagerstätten.
2016 werden Vorarbeiten zur Förderung von Erdöl durchgeführt.
Neben dem Bergbau wurde 2016 die Möglichkeit der Nutzung von Geothermie erforscht.

## Bildung
Dschibutis neue Universität bietet Kurse in Geologie und Geowissenschaften an.